# Barrios de Bogotá
Los barrios de Bogotá son las unidades territoriales en las que está dividida, legalmente y en tercer orden la ciudad de Bogotá, Distrito Capital la cual está dividida en primer orden en 20 localidades y en segundo nivel en Unidades de Planeamiento Zonal que son agrupaciones de varios barrios y en tercer nivel los aproximadamente 1922 barrios.

## Toponimia
Varios de los barrios de la ciudad de Bogotá tienen orígenes variados, algunos tienen nombres indígenas (por lo general de la cultura muisca), asociados a la religión católica, otros de ciudades y regiones del mundo, otros de personajes históricos de Colombia y del mundo, y otros conservan el nombre de asentamientos y sus primeros habitantes.

## Historia
Los barrios de Bogotá han ido aumentado hasta el presente conforme aumenta su área urbana y administrativa. La ciudad creció desde su fundación desde lo que se conoce como el Centro Internacional y Centro Histórico. Las localidades y barrios más antiguos son: La Candelaria, Los Mártires y Santa Fe a los cuales se agregarían en el siglo XVIII y XIX, los barrios y territorios de las actuales localidades de Chapinero y Teusaquillo. En el siglo XX después de la Guerra de los Mil Días y con la expansión territorial de la ciudad y el crecimiento económico, se sumarían los barrios de las localidades de Antonio Nariño y Rafael Uribe Uribe; posterior a esto, con el rápido crecimiento de la ciudad y su expansión, fruto del desplazamiento desde otras zonas del país, Puente Aranda, Barrios Unidos, Kennedy, Tunjuelito, San Cristóbal y Ciudad Bolívar, se unirían a Bogotá.

El 17 de diciembre de 1954, cuando se determina el límite definitivo del creado Distrito Especial de Bogotá, fueron integradas a esta entidad 6 municipios del departamento de Cundinamarca: Engativá, Fontibón, Suba, Usme, Usaquén y Bosá, así como parte de la colonia agrícola de Sumapaz. En 1972, mediante el Acuerdo 26, se crean dieciséis Alcaldías Menores del Distrito Especial de Bogotá. En 1991 con la elevación de Bogotá a Distrito Capital, se completan las 20 Localidades de la actualidad, y en 2004 se reglamentan las Unidades de Planeamiento Zonal.

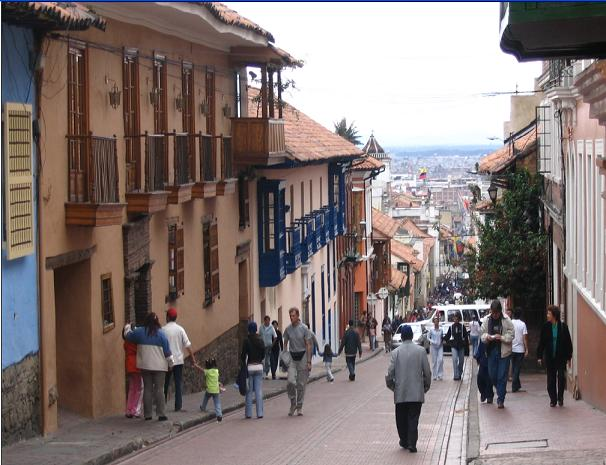
Localidad de La Candelaria Tradicional de Bogotá.
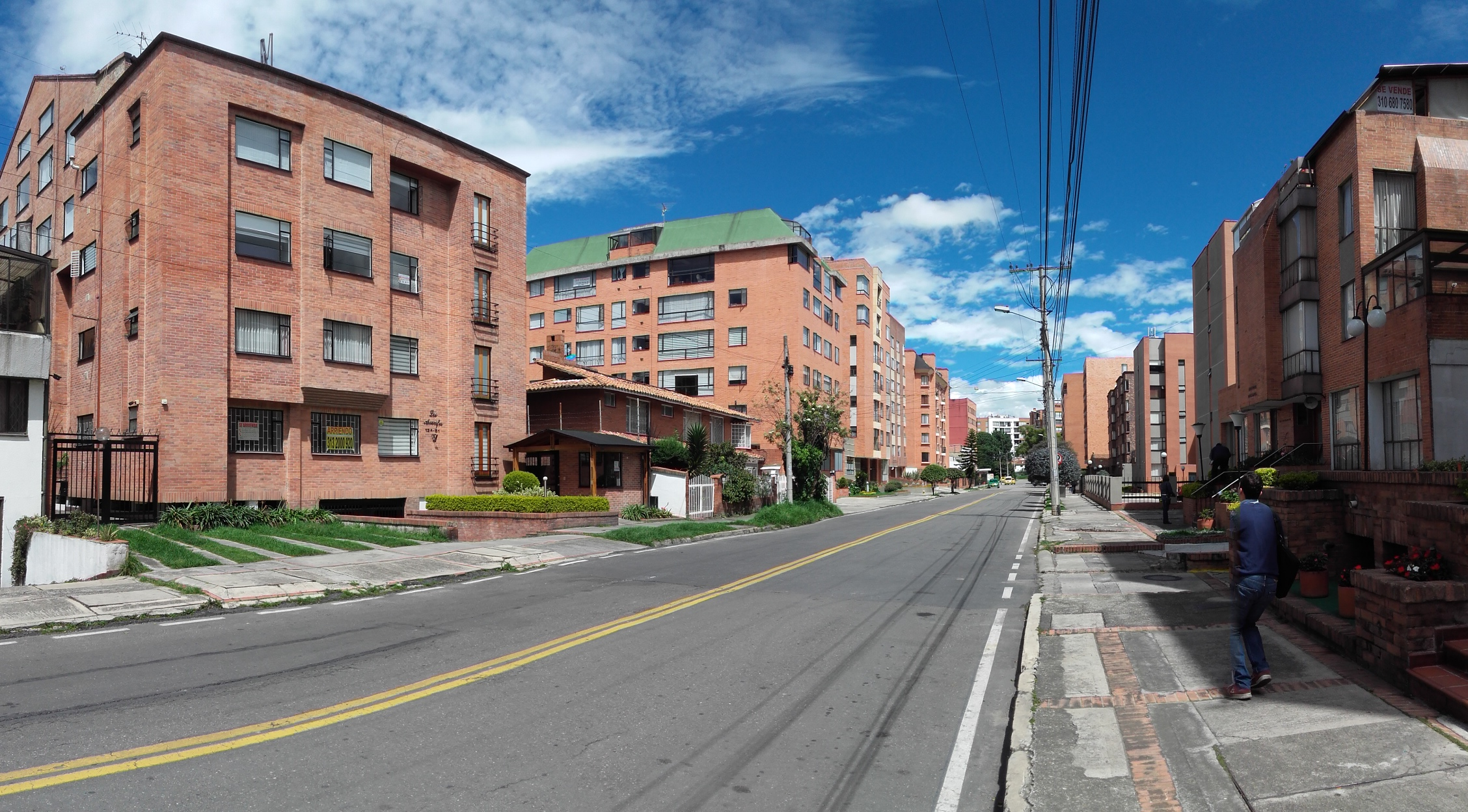
Barrio Cedritos de la Localidad de Usaquén
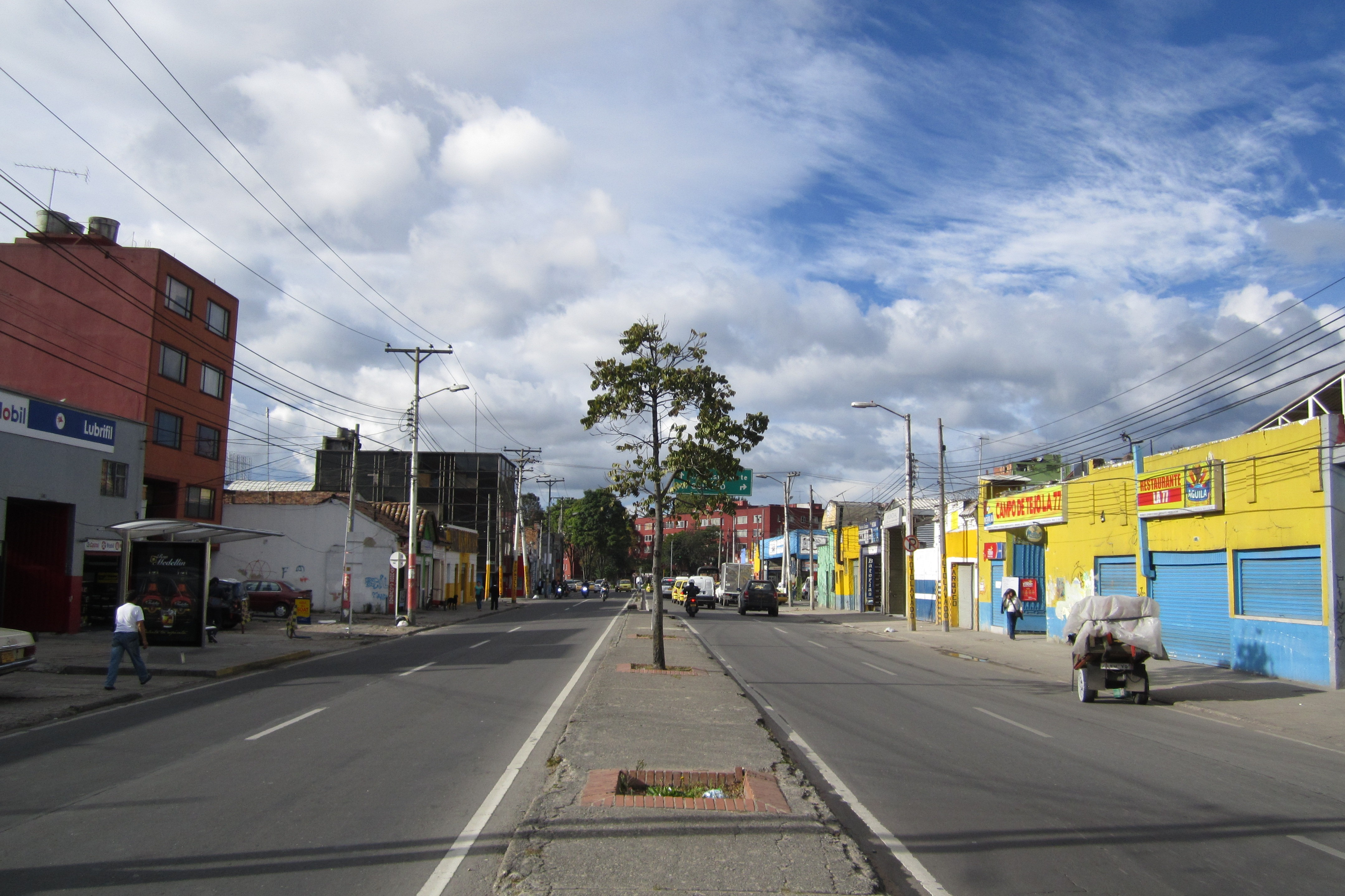
Localidad de Barrios Unidos
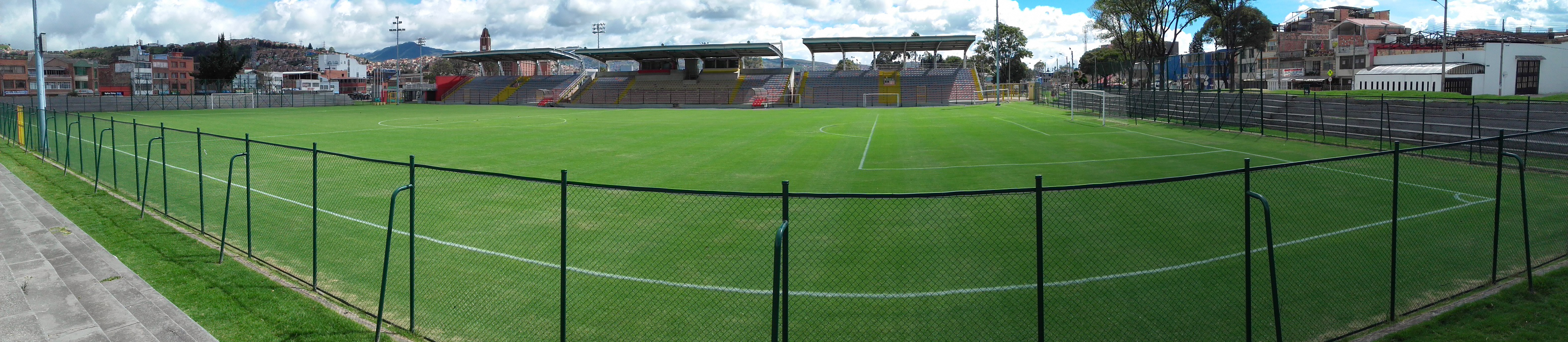
Cancha Barrio Olaya del Sur de Bogotá
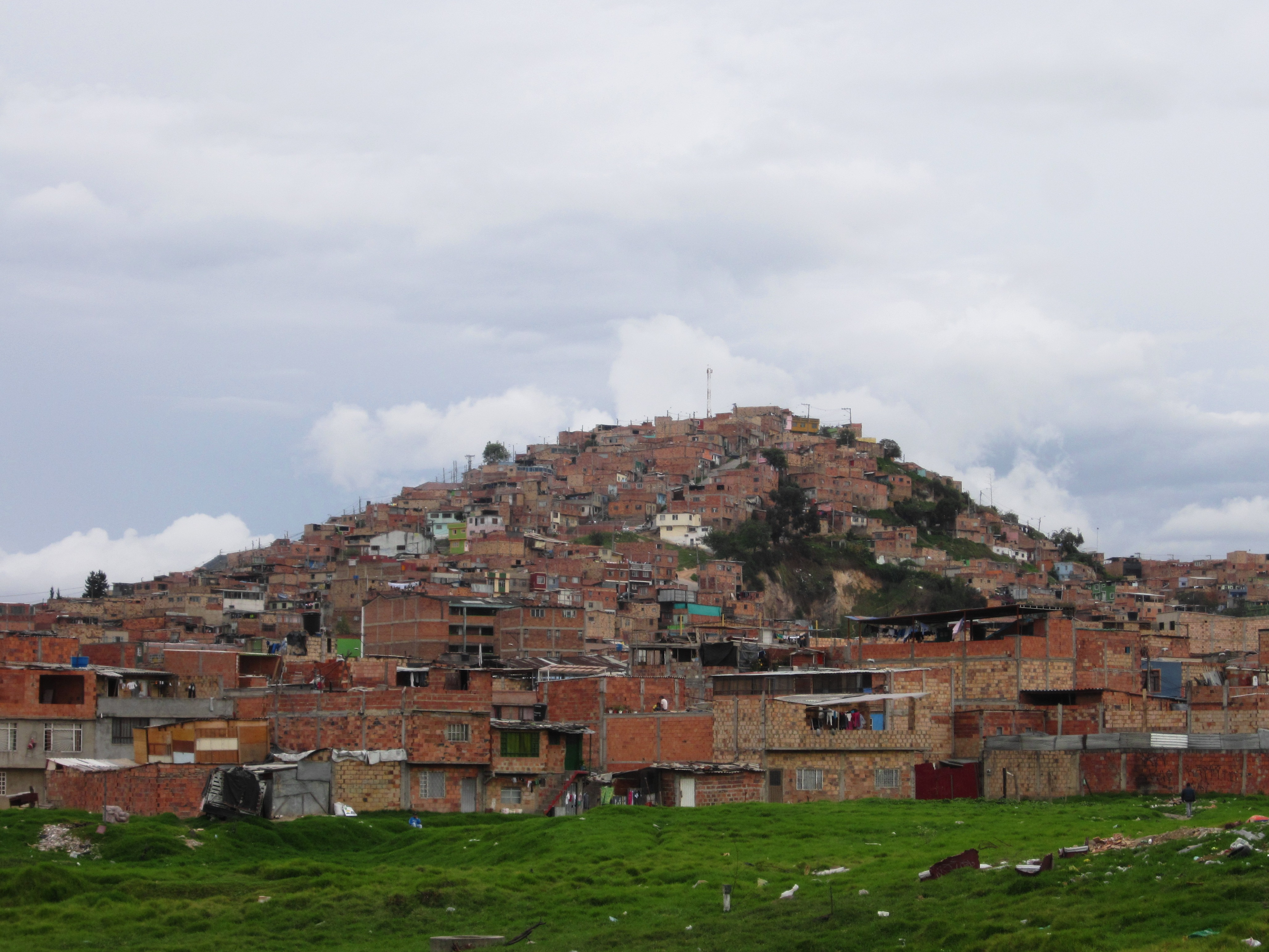
Bogotá Localidad de Ciudad Bolívar
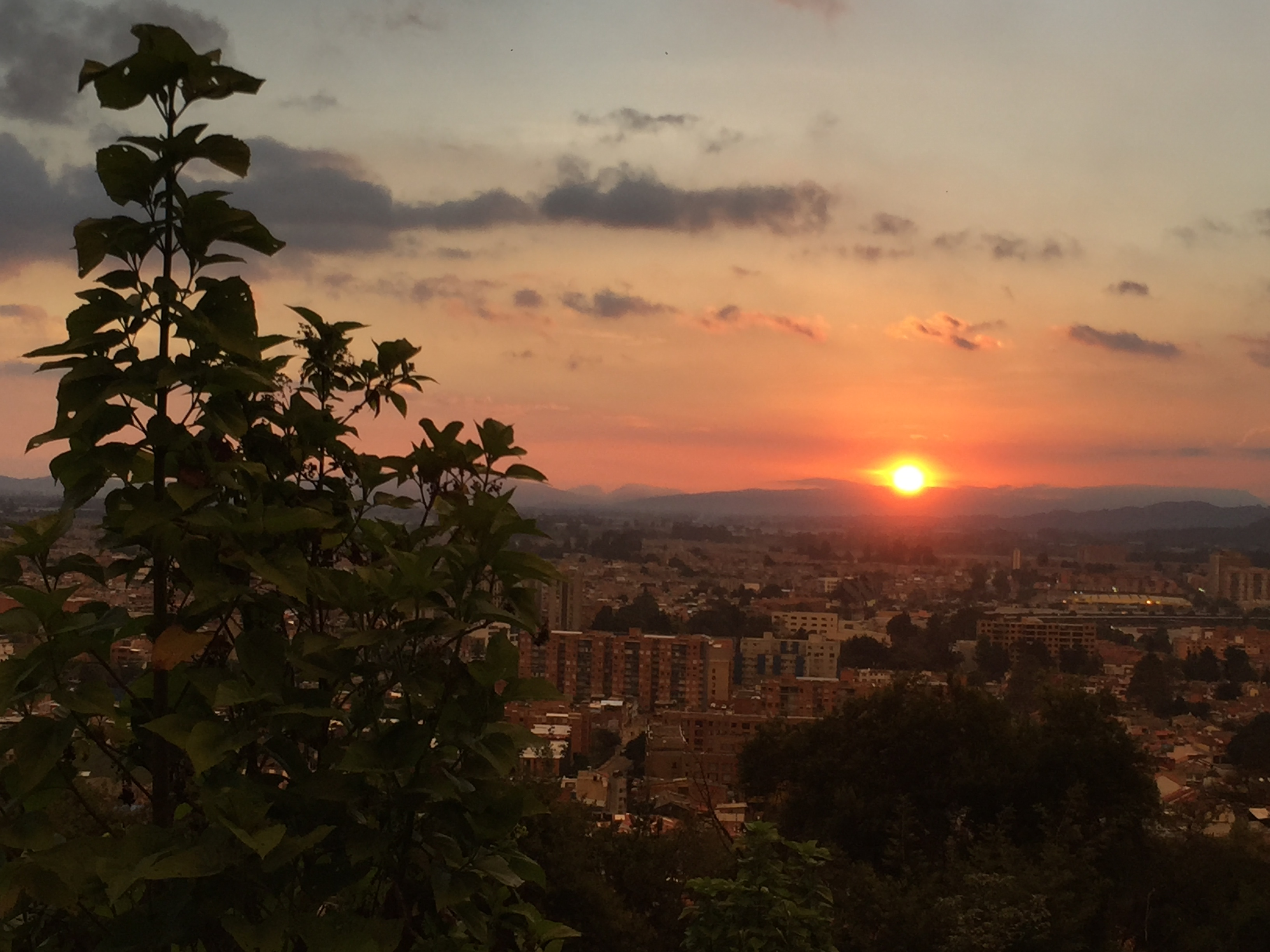
Atardecer desde la Localidad de Suba.
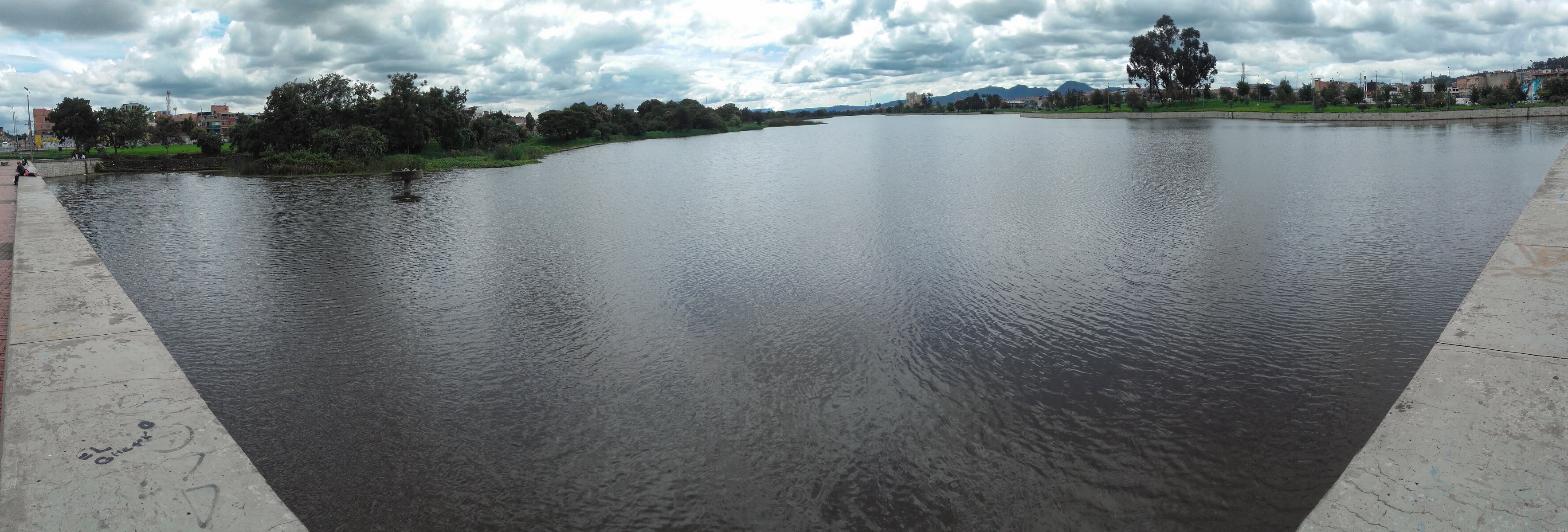
Humedal Tibabuyes, Localidad de Engativa
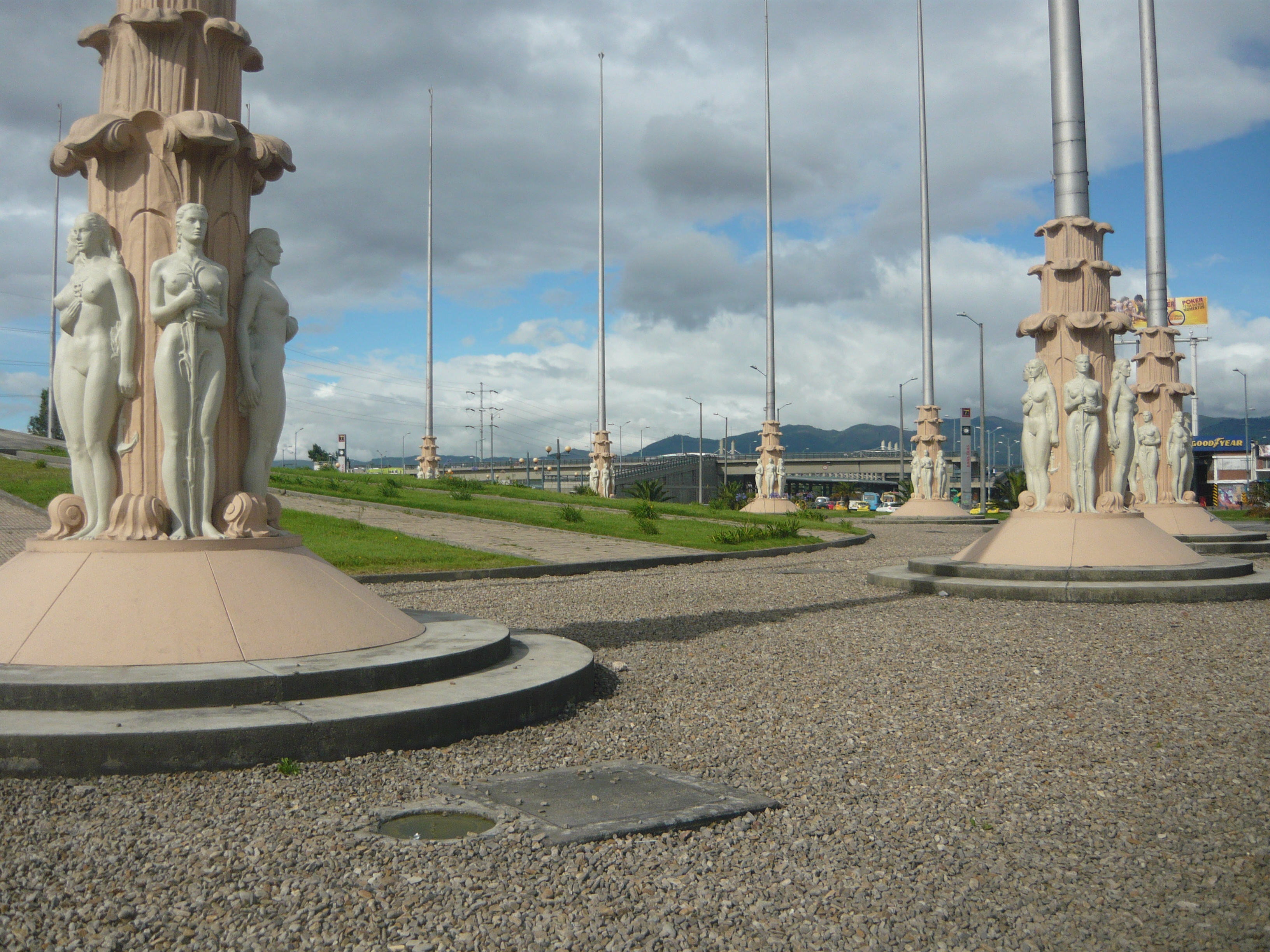
Monumento a las Banderas, Localidad de Kennedy

## Características de los barrios
Algunos barrios son centenarios, otros existen desde hace algunas décadas, sin embargo otros fueron determinados recientemente. La noción de barrio está atravesada por significados e interpretaciones que casi siempre coinciden en el lenguaje popular como en las instituciones y entidades. La principal normativa que rige a las UPZ es el Plan de Ordenamiento Territorial (POT), mediante el Artículo 49 del Decreto 190 de 2004.

### Barrios antiguos
Entre los barrios más antiguos de Bogotá se encuentran:
- La Candelaria
- Las Nieves
- La Concordia
- Las Aguas - Centro Colombo Americano
- Egipto

### Barrios creados en los siglosXIXyXX
| Barrio                      | Localidad          | UPZ                    | Fundación |
| --------------------------- | ------------------ | ---------------------- | --------- |
| El Centenario               | Rafael Uribe Uribe | Quiroga                | 1938      |
| Luna Park                   | Antonio Nariño     | Restrepo               | 1921      |
| Olaya Herrera               | Antonio Nariño     | Restrepo               | 1929      |
| Carlos E. Restrepo          | Antonio Nariño     | Restrepo               | 1928      |
| Santa Elena, Eduardo Santos | Los Mártires       | Santa Isabel           | 1928      |
| Santa Lucía, Inglés, Claret | Rafael Uribe Uribe | Quiroga                | 1924      |
| La Carmelita                | Los Mártires       | Santa Isabel           | 1947      |
| La Estanzuela               | Los Mártires       | Santa Isabel           | 1940      |
| Alcalá                      | Puente Aranda      | Muzu                   | 1954      |
| Ciudad Kennedy              | Kennedy            | Kennedy Central        | 1962      |
| Vergel                      | Los Mártires       | Santa Isabel           | 1941      |
| La Fraguita                 | Antonio Nariño     | Restrepo               | 1944      |
| Quiroga                     | Antonio Nariño     | Restrepo               | 1932      |
| Modelia                     | Fontibón           | Modelia                | 1963      |
| Santa Isabel                | Los Mártires       | Santa Isabel           | 1953      |
| Ciudad Montes               | Puente Aranda      | Ciudad Montes          | 1965      |
| Santander                   | Antonio Nariño     | Restrepo               | 1934      |
| San Benito                  | Tunjuelito         | Tunjuelito             | 1948      |
| 20 de julio                 | San Cristóbal      | 20 de julio            | 1929      |
| Ciudad Jardín               | Antonio Nariño     | Ciudad Jardín          | 1941      |
| El Ramajal                  | San Cristóbal      | San Blas               | 1927      |
| Girardot                    | Santa Fe           | Lourdes                | 1907      |
| Nariño o Cárcel Modelo      | San Cristóbal      | Sosiego                | 1929      |
| Parcelación Llano de Mesa   | Rafael Uribe Uribe | San José               | 1920      |
| Marco Fidel Suárez          | Rafael Uribe Uribe | Marco Fidel Suárez     | 1943      |
| Primero de Mayo             | San Cristóbal      | Sosiego                | 1922      |
| San Blas                    | San Cristóbal      | San Blas               | 1950      |
| San Isidro                  | San Cristóbal      | 20 de julio            | 1937      |
| Santa Ana                   | San Cristóbal      | Sosiego                | 1916      |
| Suramérica o Argentino      | San Cristóbal      | 20 de julio            | 1932      |
| Villa Javier                | San Cristóbal      | Sosiego                | 1913      |
| Las Cruces                  | Santa Fe           | Las Cruces             | 1914      |
| Antonio Ricaurte u Obrero   | Los Mártires       | La Sabana              | 1914      |
| Avenida Cundinamarca        | Puente Aranda      | Zona Industrial        | 1946      |
| Estación de La Sabana       | Los Mártires       | La Sabana              | 1934      |
| Santafe                     | Los Mártires       | La Sabana              | 1937      |
| Puente Aranda               | Puente Aranda      | Puente Aranda          | 1930      |
| La Macarena                 | Santa Fe           | La Macarena            | 1945      |
| La Merced                   | Santa Fe           | Sagrado Corazón        | 1936      |
| La Perseverancia            | Santa Fe           | La Macarena            | 1912      |
| San Diego                   | Santa Fe           | Sagrado Corazón        | 1873      |
| La Soledad                  | Teusaquillo        | Teusaquillo            | 1945      |
| Marly                       | Chapinero          | Chapinero              | 1919      |
| Palermo                     | Teusaquillo        | Teusaquillo - Galerías | 1934      |
| El Chicó                    | Chapinero          | Chapinero              | 1953      |
| El Country                  | Chapinero          | Chapinero              | 1950      |
| Venecia                     | Tunjuelito         | Venecia                | 1957      |
| Ciudad Tunal                | Tunjuelito         | Venecia                | 1983      |
| El Nogal                    | Chapinero          | Chapinero              | 1929      |
| Quinta Camacho              | Chapinero          | Chicó Lago             | 1930      |
| Rosales                     | Chapinero          | El Refugio             | 1934      |
| Las Ferias                  | Engativá           | Las Ferias             | 1930      |

## Clasificación de los barrios

### Barrios oficiales
Los barrios oficiales son los reconocidos por la ciudad y sus entidades distritales, y se encuentran reconocidos dentro de las respectivas UPZ y la normativa como el Plan de Ordenamiento Territorial (POT). Un barrio pasa a ser oficial para la ciudad cuando cumple con la normativa de la Legalización y Mejoramiento Integral de barrios de la Alcaldía de Bogotá a través de sus distintas entidades.

### Barrios no oficiales
En los últimos años se han legalizado varios de los barrios no oficiales o denominados de invasión, debido a que son construidos y autogestionados por comunidades enteras de desplazados de otras regiones del país, que ha sido una de las formas tradicionales de crecimiento de la ciudad, que llegan a la ciudad a establecerse y necesitan ser legalizados para obtener acceso a los derechos básicos.

## Barrios por localidades
| 01 | Barrios de Usaquén            |
| 02 | Barrios de Chapinero          |
| 03 | Barrios de Santa Fe           |
| 04 | Barrios de San Cristóbal      |
| 05 | Barrios de Usme               |
| 06 | Barrios de Tunjuelito         |
| 07 | Barrios de Bosa               |
| 08 | Barrios de Kennedy            |
| 09 | Barrios de Fontibón           |
| 10 | Barrios de Engativá           |
| 11 | Barrios de Suba               |
| 12 | Barrios de Barrios Unidos     |
| 13 | Barrios de Teusaquillo        |
| 14 | Barrios de Los Mártires       |
| 15 | Barrios de Antonio Nariño     |
| 16 | Barrios de Puente Aranda      |
| 17 | Barrios de La Candelaria      |
| 18 | Barrios de Rafael Uribe Uribe |
| 19 | Barrios de Ciudad Bolívar     |
| 20 | Barrios de Sumapaz            |